# Coppa Intercontinentale 2023 (pallacanestro, Tenerife)
La Coppa intercontinentale di pallacanestro 2023 è stata la 32ª edizione della Coppa intercontinentale di pallacanestro. Il torneo si è disputato al Pabellón Insular Santiago Martín, palazzetto di San Cristóbal de La Laguna, dell'isola spagnola di Tenerife dal 10 al 12 febbraio 2023.
Il torneo è stato vinto dal Club Baloncesto Canarias che ha battuto in finale il São Paulo Futebol Clube, al loro debutto nella competizione.

## Squadre
In questa edizione, la FIBA torna ad utilizzare il format in vigore fino all'edizione del 2020, con quattro squadre di quattro diversi continenti.
| Squadra                  | Qualificazione                                                 | Partecipazioni (in grassetto le vittorie) |
| ------------------------ | -------------------------------------------------------------- | ----------------------------------------- |
| US Monastir              | Vincitori della Basketball Africa League 2022                  | Debutto                                   |
| Club Baloncesto Canarias | Vincitori della Basketball Champions League 2021-2022          | 2 (2017, 2020)                            |
| São Paulo                | Vincitori della Basketball Champions League Americas 2021-2022 | Debutto                                   |
| Rio Grande Valley Vipers | Vincitori della NBA G League 2021-2022                         | 1 (2020)                                  |

## Partite

### Sorteggio
Il 13 gennaio 2023, si è svolto nell'edificio del Cabildo de Tenerife il sorteggio per le semifinali del torneo.

### Tabellone
|  | Semifinali               | Semifinali               | Semifinali      |                 |           | Finale                   | Finale                   | Finale          |  |
|  |                          |                          |                 |                 |           |                          |                          |                 |  |
|  | Rio Grande Valley Vipers | Rio Grande Valley Vipers | 70              |                 |           |                          |                          |                 |  |
|  | Rio Grande Valley Vipers | Rio Grande Valley Vipers | 70              |                 |           |                          |                          |                 |  |
|  | São Paulo                | São Paulo                | 91              |                 |           |                          |                          |                 |  |
|  | São Paulo                | São Paulo                | 91              |                 | São Paulo | São Paulo                | 68                       |                 |  |
|  |                          |                          |                 |                 | São Paulo | São Paulo                | 68                       |                 |  |
|  |                          |                          | Lenovo Tenerife | Lenovo Tenerife | 89        |                          |                          |                 |  |
|  | Lenovo Tenerife          | Lenovo Tenerife          | Lenovo Tenerife | Lenovo Tenerife | 89        | 112                      |                          |                 |  |
|  | Lenovo Tenerife          | Lenovo Tenerife          |                 |                 |           | 112                      |                          |                 |  |
|  | US Monastir              | US Monastir              | 42              |                 |           | Finale 3º posto          | Finale 3º posto          | Finale 3º posto |  |
|  | US Monastir              | US Monastir              | 42              |                 |           |                          |                          |                 |  |
|  |                          |                          |                 |                 |           |                          |                          |                 |  |
|  |                          |                          |                 |                 |           | Rio Grande Valley Vipers | Rio Grande Valley Vipers | 107             |  |
|  |                          |                          |                 |                 |           | Rio Grande Valley Vipers | Rio Grande Valley Vipers | 107             |  |
|  |                          |                          |                 |                 |           | US Monastir              | US Monastir              | 84              |  |

### Semifinali
| Arbitri: | Julio Anaya Gatis Saliņš Boris Krejić |

|                |            |               |
| Occeus 17      | Punti      | 24 Miller     |
| Heron 3        | Assist     | 10 Corazza    |
| Culver 12      | Rimbalzi   | 15 Da Silva   |
| Kevin Burleson | Allenatori | Bruno Mortari |

| Arbitri: | Manuel Mazzoni Scott Beker Juan Fernández |

|                |            |                  |
| Abromaitis 20  | Punti      | 14 Randle        |
| Huertas 7      | Assist     | 3 Ghyaza         |
| Diagne 11      | Rimbalzi   | 5 Marnaoui       |
| Txus Vidorreta | Allenatori | Pantelīs Gavriel |

### Finale 3º/4º posto
| Arbitri: | Manuel Mazzoni Ahmed Al-Shuwaili Jean Ruhamiriza |

|                |            |                  |
| Culver 34      | Punti      | 19 Marnaoui      |
| Lecque 7       | Assist     | 3 Marnaoui       |
| Stanley 5      | Rimbalzi   | 8 Lahiani        |
| Kevin Burleson | Allenatori | Pantelīs Gavriel |

### Finale
| Arbitri: | Julio Anaya Scott Beker Gatis Saliņš |

|                   |            |                     |
| Coelho 18         | Punti      | 15 Fitipaldo, Salin |
| Coelho, Corazza 4 | Assist     | 6 Fitipaldo         |
| Da Silva 12       | Rimbalzi   | 9 Doornekamp        |
| Bruno Mortari     | Allenatori | Txus Vidorreta      |

| Quintetto titolare | Quintetto titolare | Quintetto titolare | Pt   | Rim  | Ass  |
| ------------------ | ------------------ | ------------------ | ---- | ---- | ---- |
| P                  | 5                  | Elio Corazza       | 3    | 2    | 4    |
| G                  | 3                  | Corderro Bennett   | 6    | 1    | 2    |
| AP                 | 33                 | Malcolm Miller     | 7    | 1    | 0    |
| AG                 | 22                 | Ralfi Silva        | 9    | 4    | 0    |
| C                  | 7                  | Tulio Da Silva     | 13   | 12   | 0    |
| Panchina:          |                    |                    |      |      |      |
| GA                 | 8                  | Shamell Stallworth | n.e. | n.e. | n.e. |
| G                  | 10                 | Henrique Coelho    | 18   | 1    | 4    |
| AG                 | 11                 | Marquinhos         | 12   | 2    | 0    |
| C                  | 15                 | Matheus Maciel     | n.e. | n.e. | n.e. |
| PG                 | 20                 | Thiago Nunes       | n.e. | n.e. | n.e. |
| C                  | 23                 | Lucas Siewert      | 0    | 1    | 0    |
| AP                 | 26                 | Jose Nardi         | n.e. | n.e. | n.e. |
| Allenatore:        |                    |                    |      |      |      |
| Bruno Mortari      |                    |                    |      |      |      |

| São Paulo |  | Lenovo Tenerife |

| São Paulo     | Statistiche        | Lenovo Tenerife |
| ------------- | ------------------ | --------------- |
|               | Statistiche        |                 |
| 19/31 (61.3%) | Tiro da 2          | 20/33 (60.6%)   |
| 6/21 (28.6%)  | Tiro da 3          | 11/29 (37.9%)   |
| 12/15 (80.0%) | Tiri liberi        | 16/21 (76.2%)   |
| 5             | Rimbalzi offensivi | 11              |
| 20            | Rimbalzi difensivi | 22              |
| 25            | Rimbalzi totali    | 33              |
| 10            | Assist             | 16              |
| 15            | Palle perse        | 10              |
| 4             | Palle rubate       | 7               |
| 1             | Stoppate           | 1               |
| 23            | Falli              | 20              |

| Vincitrice Coppa Intercontinentale 2023 |
| --------------------------------------- |
| Canarias Tenerife (3º titolo)           |

| Quintetto titolare | Quintetto titolare | Quintetto titolare | Pt | Rim | Ass |
| ------------------ | ------------------ | ------------------ | -- | --- | --- |
| P                  | 9                  | Marcelinho Huertas | 9  | 3   | 5   |
| G                  | 10                 | Sasu Salin         | 15 | 2   | 2   |
| AP                 | 15                 | Joan Sastre        | 3  | 0   | 0   |
| AG                 | 42                 | Aaron Doornekamp   | 12 | 9   | 0   |
| C                  | 19                 | Giorgi Shermadini  | 13 | 6   | 0   |
| Panchina:          |                    |                    |    |     |     |
| P                  | 3                  | Jaime Fernández    | 7  | 2   | 1   |
| AP                 | 4                  | Sergio Rodríguez   | 0  | 0   | 0   |
| P                  | 6                  | Bruno Fitipaldo    | 15 | 0   | 6   |
| C                  | 12                 | Moussa Diagne      | 2  | 0   | 1   |
| AG                 | 21                 | Tim Abromaitis     | 4  | 2   | 0   |
| AP                 | 23                 | Elgin Cook         | 3  | 1   | 0   |
| C                  | 35                 | Fran Guerra        | 6  | 3   | 1   |
| Allenatore:        |                    |                    |    |     |     |
| Txus Vidorreta     |                    |                    |    |     |     |

## MVP
- /  Bruno Fitipaldo